# Уака
Уака (Wak'a — «об'єкт шанування» або «то, від чого пішла людина») — священні місця, різні «святі» та духи в державі інків Тауантінсую, Моче, Чиму, Уарі, Тіуанако. Вони займали значне місце в релігійній системі інків. За приблизними підрахунками загалом існувало 10422 уака.

## Термін
Вчені виводять слово «Ьіаса» з займенника «hua» (я) і частки «са», що разом перекладається як «той, від кого я походжу». Коли айлью з родової громади почала перетворюватися на сусідську громаду, уака-духи родових предків стали шануватися як покровителі й захисники землі даної громади й взагалі місцевості. У сільських айлью, а також в окремих сім'ях були, крім усього іншого, власні духи-охоронці, що називалися «канопи». З культом предків злилося шанування священних печер і скель, деякі з яких були пов'язані з переказами про походження предків.

## Характеристика
Могли мати зовсім різний вигляд — струмки, камін'я, пагорби, кручі, самотні скелі, печери, мумії предків. Поклоніння уака займало більшу частину вільного від життя мешканця мешканців імперії. Одна людина поклонялася декільком особистим уака, а також колективним.
Найголовнішою колективною уакой за легендою було Сонце, з якого спустився Інка. Також знаними уака були дух-уака гори Ванакаурі, озеро Тітікака і імператорський дім в Тамбомачає. Особливо цінною уакою вважалося будь-яке відхилення від норми, зокрема яйце з двома жовтками або шестипала лапа, оскільки вони були дивом природи.
В Куско та його околицях існувало 334 (за іншими відомостями 500) священних місць-уака. Багато з них були місцями поховання легендарних вождів інків або були розташовані поблизу печер або скель, з якими були пов'язані перекази, зокрема, печера Пакар-Тампу, звідки вийшли легендарні прабатьки інків. У Мачу-Пікчу в кожному кварталі був свій камінь-уака і релігійний центр.
Уака виглядали складеними з каменів горбиками, що грубо передавали обриси людської фігури. Відомі й грубо висічені з каменю антропоморфні статуї уака — Сауасірай і Пітісірай.
Усі уакі в Куско були диференційовані згідно з особливою системою званою «секе». Секе становило 4 таємничі невидимі лінії, які виходили з центру Куско і вели в його чотири квартали. Ці таємничі лінії відповідали кожному дню інкського місяця та інкського року. Залежно від того, яке місце той чи інший день займав в цій системі, йому присвячувалася відповідна уака. Різні види уак знаходилися під опікою мешканців відповідних кварталів.
З культом предків був пов'язаний і звичай муміфікації померлих. Загалом відомо про 1365 мумій-уака. Мумії в ошатному вбранні, з прикрасами, побутовим начинням (торби, робочі приналежності), із запасами їжі захороняли в гробницях, часто висічених в скелях. У поховальному культі чітко відбилася класова диференціація. Особливого розвитку досяг культ мумій володарів. Мумії усіх померлих Сапа Інків ретельно зберігалися, вони оточувалися ритуальним шануванням в храмах, жерці рухалися з ними під час великих свят. Їм приписувалася надприродна могуть, їх брали в походи та виносили на полі битви.
Археологи помітили, що місця розташування деяких уака пов'язані із появою і заходом сонця в певні дні й тому їм було запропоновано служити своєрідним ритуальним календарем. Але такий висновок, як й інші висновку про культуру, не залишила після себе жодних письмових пам'яток, залишається тільки здогадкою.
Уака володіла більш універсальними властивостями, які робили її схожою на талісман. Навіть сьогодні багато представників індіанських племен, хто дбайливо зберігає свою уаку.

## Шанування уаки
Типовим підношенням уака була чича (кукурудзяне пиво). Найчастіше мешканець інкської імперії обмежувався молитвою і простягав розкриту долоню в напрямку святого місця, ніколи не стаючи на коліна. Жертвоприношення були настільки частими й дорогими для бідної країни, що їх подальша еволюція стала неминучою. Ритуали залишилися незмінними, проте підношення мінімізувалися до крихітних моделей, непридатних для іншого роду використання. Ці мініатюрні копії розміщали в гробницях, куди за звичаєм слід було поміщати предмети, необхідні в безмежному загробному житті. Поступово економія стала превалювати над релігією, і реальність придбала форму символів.